# Георги Урдов
Георги Урдов – Джоджо, е комунистически деец от Егейска Македония.

## Биография
Роден е в град Воден, Гърция през 1914 година. На 18-годишна възраст започва работа като текстилен работник във Воден. Включва в работническото движение, а от 1935 година е член на Гръцката комунистическа партия. Става политически комисар на Окръжния комитет на ГКП във Воденско. От юни 1944 година е комисар на Воденският батальон на ЕЛАС, както и заместник-комендант на първа македонска бригада в Гърция. Участва във формирането на НОФ. Загива като член на щаба на ДАГ за централна и западна Македония на 21 юни 1947 по време на голямата офанзива в Пиерийската равнина.